# Автошлях Т 0307
Автошля́х Т 0307 — автомобільний шлях територіального значення у Волинській області. Пролягає територією Шацького району від однієї точки кордону з Білоруссю до іншої через контрольно-пропускний пункт «Пулемець» — Піщу — контрольно-пропускний пункт «Піща». Загальна довжина — 18,9 км.

## Маршрут
Автошлях проходить через такі населені пункти:
| Автошлях Т 0307           |        |
| Волинська область         |        |
| Шацький район             |        |
| Пулемець (пункт контролю) |        |
| Піща                      | Т 0302 |
| Піща (пункт контролю)     |        |